# Sing Song
Sing Song is een Nederlandse muzikale speelfilm uit 2017 onder regie van Mischa Kamp. De film speelt zich af in zowel Nederland als in Suriname en ging op 15 juli 2017 in première.

## Verhaal
De film gaat over de 16-jarige Jasmine, een Surinaams meisje dat in Nederland woont en goed kan zingen. Wanneer ze een uitnodiging krijgt om mee te doen aan een zangwedstrijd in Suriname besluit ze samen met haar beste vriend en tevens gitarist Stijn naar haar exotische geboorteland af te reizen. De zangwedstrijd is niet de enige reden dat Jasmine naar Suriname gaat, zonder dat iemand het door heeft gaat ze daar ook op zoek naar haar moeder die ze nooit gekend heeft. Maar met haar zoektocht zet ze zowel haar vriendschap met Stijn als het winnen van de wedstrijd op het spel. Dan doet ze een bijzondere ontdekking die alles op zijn kop zet.

## Rolverdeling
| Acteur             | Rol        |
| ------------------ | ---------- |
| Georgiefa Boomdijk | Jasmine    |
| Floris Bosma       | Stijn      |
| Borger Breeveld    | Griffith   |
| Kenneth Bron       | zichzelf   |
| Darren Benschop    | Jeronimo   |
| Jane Dasman        | Chayenne   |
| Maurits Delchot    | Winston    |
| Ferranto Dongor    | Roy        |
| Glen Faria         | FiftyFifty |
| Serjay Gefferie    | CJ         |
| Rolinzo Huur       | Darryl     |
| Tyra Koning        | Felicty    |
| Chavelli Monsanto  | Megan      |
| Liesbeth Peroti    | Neli       |
| Klenda Rensch      | Oma Mavis  |
| Jamie Tjong-Ahin   | Robin      |
| Destiny van Aerde  | Joelle     |
| Amani Verwey       | Adaya      |
| Charissa Vliese    | Gabrielle  |
| Jaleeza Weibolt    | Mama Grace |
| Hilkia Lobman      | ?          |

## Achtergrond
De film werd geregisseerd door Mischa Kamp en geschreven door Guus Pengel en Fiona van Heemstra. De opnames van de film gingen in december 2016 van start in Suriname. De werktitel van de film was lange tijd Miss Sing Song Suriname en later nog even Miss Sing Song, voordat die de uiteindelijke titel; Sing Song kreeg. Zanger Kenny B schreef samen met Glen Faria de muziek voor de film, beiden waren eveneens in de film te zien.
Hoofdrollen voor de film waren weggelegd voor Georgiefa Boomdijk en Floris Bosma. Voor Bosma was dit zijn acteerdebuut. Een castingsdirecteur had Bosma met zijn band Blupaint in 2016 zien optreden bij De Wereld Draait Door en had hem hierna benaderd voor de filmrol van Stijn. Bosma zag dit in eerste instantie niet zitten, maar hij werd uiteindelijk door zijn manager overgehaald om op het aanbod in te gaan.

## Release
Sing Song ging op 15 juli 2017 in première voor pers en genodigden; vijf dagen later, op 20 juli 2017, ging de film landelijk de bioscopen in. De makers van de film besloten samen met Riki Stichting om voor de film eenmalig een speciale vertoning te organiseren voor kinderen die wonen in Zuidoost. Deze kinderen mochten gratis naar de voorstelling komen omdat mensen uit deze wijk het vaak niet al te breed hebben.